# Привольное (Кировская область)
Привольное  — нежилой хутор в Свечинском районе Кировской области.

## География
Расположен на расстоянии примерно 3 км на восток от районного центра поселка Свеча к северу от железнодорожной линии Свеча-Котельнич.

## История
Известен с 1998 года. 

## Население
Постоянное население составляло 0 человек в 2002 году, 1 в 2010.